# فخرالدین بخاری
خواجه فخرالدین عصمة الله فرزند مسعود بخاری از شاعران آغاز عهد تیموری‌است، وی نسبش به جعفر بن ابی‌طالب می‌رسید و نیاکانش در بخارا زندگی می‌کرده‌اند. وی تحصیلات خود را در بخارا آغاز کرد، و زبان عربی و ترکی را آموخت. او در بخشی از اشعار خود «عصمت» تخلّص می‌کرد اما تخلص اصلی‌اش نصیری بوده است؛ فخرالدین تخلص را از لقب نخستین ممدوح خود نصیرالدین خلیل تیموری گرفته است. پس از آن‌که نصیرالدین خلیل در سال ۸۱۲ معزول شد و به زندان افتاد؛ فخرالدین به سمرقند گریخت و دو سال نیز در ماوراءالنهر گذراند. پس از آن‌که شاهرخ میرزا دستور به آزادی خلیل سلطان داد؛ فخرالدین دوباره به نزد شاهزاده بازگشت. در سال ۸۱۴، نصیرالدین خلیل شاهزاده تیموری درگذشت و فخرالدین بخاری به نزد الغ‌بیک به سمرقند رفت و مدتی به ستایش آن شاهزاده مشغول گشت. فخرالدین بخاری در سال ۸۴۰ در بخارا درگذشت. دیوان اشعار فخرالدین شامل اشعاری در قالب‌های قصیده، غزل، قطعه و رباعی‌است.